# Shabana Rehman Gaarder
Shabana Rehman Gaarder (Urdu: شبانہ رحمان) (Karachi, 14 juli 1976 – 29 december 2022) was een Pakistaans-Noorse stand-upcomedian, schrijver en columnist. 
Met haar gebruik van schokkende humor op het podium en in krantencolumns was ze een controversiële stem in maatschappelijke discussies over de immigratie en integratie van moslims in Noorwegen. Hierdoor werd haar persoonlijkheid zelf ook onderwerp van discussie, hetgeen bekendstaat als het "Shabanadebat".

## Biografie
Rehman werd op 14 juli 1976 geboren in Karachi, maar al in 1977 verhuisde ze met haar ouders vanuit Pakistan naar Noorwegen. Ze groeide op in een gezin van zeven kinderen en werd opgevoed als moslim, maar later noemde ze zichzelf een vrijdenker.

### Professionele carrière

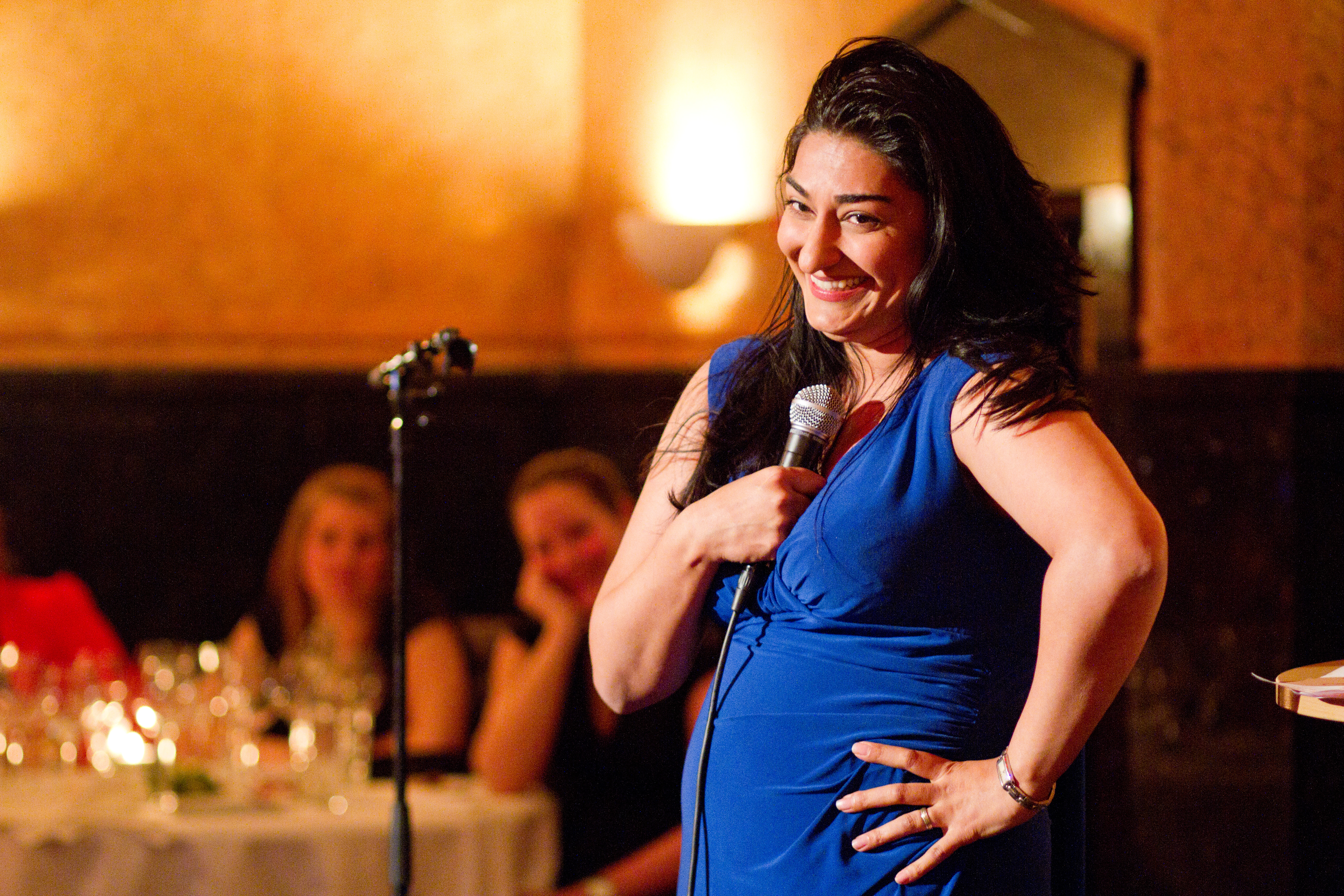
Shabana Rehman Gaarder als stand-up tijdens het Girl Dinner 2011 van Start NHH

Rehman was actief op verschillende terreinen en streefde naar het doorbreken van taboes en het creëren van meer openheid. Sinds begin jaren 2000 spoorde ze moslimimmigranten aan om westerse progressieve waarden te omarmen, zoals mensenrechten en individuele vrijheid. Ook benadrukte ze dat vooral vrouwen de keuze moeten hebben om te zijn wie ze ook maar willen zijn en te doen met hun eigen lichaam wat ze willen. 
Vanuit politiek links klonken er soms klachten over haar vermeende ongevoeligheid jegens opvattingen van islamitische immigranten, terwijl conservatieve moslims beweerden dat Rehman 'hun religie zwartmaakt'. Rehman heeft op haar beurt gezegd dat ze doodsbedreigingen heeft gekregen en dat die vooral afkomstig zijn van jonge immigranten.
Rehman begon in 1996 haar carrière als columnist bij het populaire dagblad VG. Haar debuut als stand-upcomedian maakte ze in 1999. Vanaf 2000 begon ze met een baan als columnist bij Dagbladet en sindsdien schreef ze regelmatig voor kranten en tijdschriften.
Rehman heeft internationale publiciteit verworven en is geïnterviewd door onder meer Time en The New York Times. Haar shows hebben volle zalen getrokken in Noorwegen, Denemarken, IJsland en de Faeröer. Ze sprak vloeiend Noors, Urdu en Engels en heeft ook in het Duits opgetreden.
In 2006 sloot Rehman zich aan bij het American Comedy Institute in New York.

### Persoonlijk leven
Rehman trouwde in 2003 met de schrijver Dagfinn Nordbø, die ze in 1999 tegen was gekomen in de wereld van de stand-upcomedy. De krant Dagbladet noemde het stel in een lijst van de belangrijkste Noorse opiniemakers. Na twee jaar huwelijk ging het koppel uiteen omdat Rehman naar de Verenigde Staten verhuisde om te studeren. In augustus 2007 kondigden de twee aan dat ze gingen scheiden, maar wel vrienden bleven.
In 2008 trouwde Shabana Rehman met Martin Gaarder, een journalist bij de Norsk Rikskringkasting. Dit huwelijk eindigde later ook.
Eind 2021 begon ze een relatie met zanger en varkenshoeder Petter Simonsen.

### Ziekte en overlijden
In januari 2022 werd Shabana gediagnosticeerd met uitgezaaide alvleesklierkanker. Ze onderging verscheidene behandelingen in ziekenhuizen waaronder het Academisch ziekenhuis Akershus, terwijl ze in augustus 2022 ging samenwonen met Simonsen en nog verschillende prijzen ontving voor haar levenswerk.
Op 29 december 2022 overleed Rehman op 46-jarige leeftijd in het ziekenhuis.